# The New School

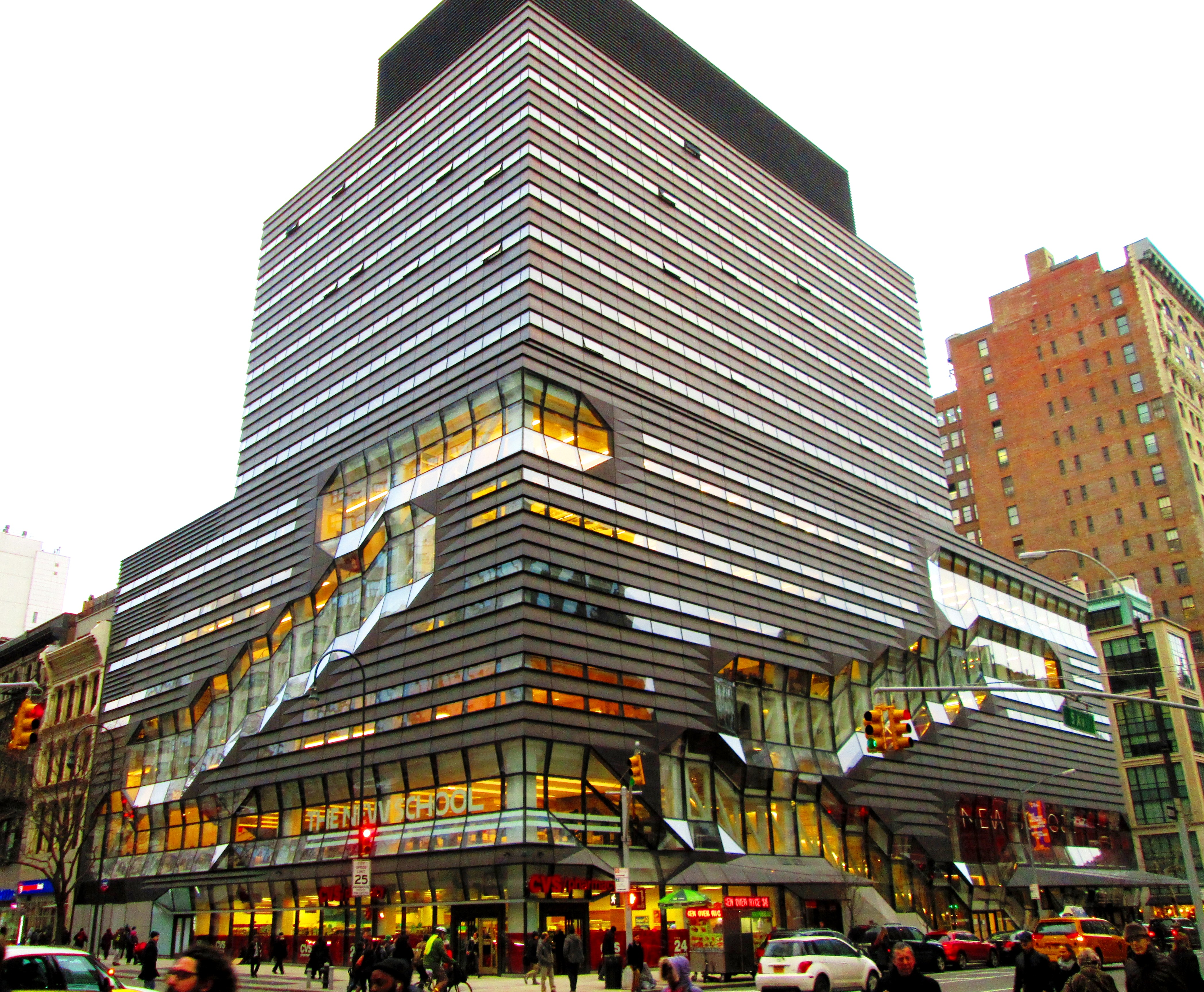
New School University Center na rohu 14. ulice a Páté avenue

The New School, původně The New School for Social Research a v letech 1997-2005 New School University je univerzita v New Yorku, hlavně v Greenwich Village, založená roku 1919 především pro celoživotní vzdělávání. V současné době má přes 2000 učitelů, téměř 9000 řádných a 6000 dálkových studentů v bakalářských, magisterských a doktorských programech. Na osmi fakultách se zde studují společenské a humanitní vědy, umění, hudba, architektura, finance, psychologie a politika.

## Založení
The New School for Social Research byla založena roku 1919 skupinou liberálních učitelů z Columbia University, kteří se bránili cenzuře a politickému ovlivňování univerzit. Mezi zakladateli byl i sociolog Thorstein Veblen, filozof John Dewey a právník Roscoe Pound. Součástí byla i The New School for General Studies, která nabízí doktorské studium i lidem bez předchozích akademických titulů.

## Exilová univerzita
Když do USA přišla vlna uprchlíků před nacismem, vznikla při New School The University in exile, kde pracovala stovka uprchlíků, mezi jinými filozofové Hannah Arendtová, Hans Jonas a Leo Strauss a psychologové Erich Fromm, Max Wertheimer a Aron Gurwitsch. Podobně vznikla i francouzská fakulta, École libre des hautes études, kde působili filozof Jacques Maritain, etnolog Claude Lévi-Strauss a lingvista Roman Jakobson. Po válce založili École des hautes études en sciences sociales (EHESS) v Paříži.

## Významní učitelé v minulosti
- Hannah Arendtová
- Woody Allen
- Franz Boas
- André Breton
- John Cage
- Jacques Derrida
- John Dewey
- Erich Fromm
- Aron Gurwitsch
- Jürgen Habermas
- Eric Hobsbawm
- Hans Jonas
- John Maynard Keynes
- Julia Kristeva
- Claude Lévi-Strauss
- Margaret Meadová
- Piet Mondrian
- Lewis Mumford
- Reinhold Niebuhr
- Wilhelm Reich
- Bertrand Russell
- Alfred Schütz
- Leo Strauss
- Thorstein Veblen
- Max Wertheimer
- Frank Lloyd Wright

## Významní absolventi
- Ruth Benedictová, kulturní antropoložka
- Semjon Byčkov, dirigent
- Tony Curtis, herec
- William Donohue, sociolog
- Adolph Gottlieb, malíř
- Jasper Johns, malíř
- Jack Kerouac, spisovatel
- Šimon Peres, izraelský prezident
- Eleanor Roosevelt, žena prezidenta Roosevelta
- Franklin Delano Roosevelt, III, ekonom, vnuk prezidenta Roosevelta
- William Styron, spisovatel
- Julie Umerle, malířka
- Tennessee Williams, dramatik